# Ulwembua outeniqua
Ulwembua outeniqua är en spindelart som beskrevs av Griswold 1987. Ulwembua outeniqua ingår i släktet Ulwembua och familjen Cyatholipidae. Inga underarter finns listade i Catalogue of Life.